# Стеван Плетикосић
Стеван Плетикосић (Крагујевац 14. март 1972) је српски репрезентативац у стрељаштву. Освајач је олимпијске медаље и један од актуелних власника светског рекорда у дисциплини МК пушка 50 метара у лежећем ставу.

## Каријера
Стрељаштвом је почео да се бави са 10 година. Прву медаљу је освојио на Европском првенству у Загребу 1989. године. На Светском првенству 1991. постаје једини јуниор који икада долази до максималног резултата од 600 кругова у дисциплини МК пушта 50 метара у лежећем ставу.
1992. на Олимпијским играма у Барселони је наступио као независни учесник, јер је Југославија била под санкцијама. Ту осваја бронзану медаљу у дисциплини 50 м малокалибарска пушка у лежећем ставу.
На Светском првенству 1994. у Милану се окитио сребрном медаљом, а Југословенски олимпијски комитет га проглашава мушким спортистом године. На СП 2006. долази поново до сребра у истој дисциплини, али у троставу.
На једном од такмичења у Светском купу 2008, у Рио де Жанеиру осваја златну медаљу.
Редовно наступа на Олимпијским играма, али након медаље, тек 2008 у Пекингу остварује запаженије резултата, када поред 10. и 11. места у дотадашњим најуспешнијим дисциплинама, долази до финала и коначног седмог места у дисциплини ваздушна пушка на 10 m.